# Eduardo Xavier da Silva
Eduardo Xavier da Silva é um distrito do município brasileiro de Jaguariaíva, no interior do estado do Paraná.
De acordo com o Instituto Brasileiro de Geografia e Estatística (IBGE), sua população no ano de 2010 era de 1 638 habitantes.

## História
Segundo o histórico político-administrativo, em divisões territoriais datadas de 31-XII-1936 e 31-XII-1937, o município de Jaguariaíva aparecia constituído com 4 distritos: Jaguariaíva, Água Branca, Cachoeirinha e São José de Paranapanema. O decreto-lei estadual n.º 199, de 30-12-1943, os distritos de Água Branca, Cachoeirinha e São José tomaram a denominação, respectivamente, Jaguaricatu, Arapoti e Calógeras. Pela lei estadual n.º 2, de 10-10-1947, o distrito de Jaguaricatu passou a denominar-se Bertagnoli. Pela lei estadual n.º 4965, de 19-11-1964, o distrito de Bertagnoli passou a denominar-se Eduardo Xavier da Silva. Em divisão territorial datada de 1-I-1979, o município é constituído de 2 distritos: Jaguariaíva e Eduardo Xavier da Silva.